# Lottia asmi
Lottia asmi is een slakkensoort uit de familie van de Lottiidae. De wetenschappelijke naam van de soort is voor het eerst geldig gepubliceerd in 1847 door Middendorff.